# Asparagus kansuensis
Asparagus kansuensis là một loài thực vật có hoa trong họ Măng tây. Loài này được F.T.Wang & Tang ex S.C.Chen mô tả khoa học đầu tiên năm 1978.